# Groupie (film)
Pour plus de détails, voir Fiche technique et Distribution.
Groupie est un film américain réalisé par Mark L. Lester en 2009, mettant en vedette Taryn Manning et Hal Ozsan.

## Synopsis
Quand une mystérieuse groupie fait son apparition dans le groupe maudit "The Dark Knights" une série de meurtres inexpliquée se produit.

## Fiche technique
- Titre original : Groupie
- Réalisation : Mark L. Lester
- Scénario : Dana Dubovsky, Michael Feifer, Randall Frakes
- Producteur : Dana Dubovsky, Mark L. Lester
- Producteur exécutif : Marl L. Lester
- Distribution des rôles : Jan Glaser, Mark Tilman
- Image : Denis Maloney
- Maquillage : Claudia Londoño
- Assistant réalisateur : Michael Feifer, Bryan Snodgrass
- Directeur de production : Michael Feifer
- Création des costumes : Alicia Joy Rydings
- Production : American World Pictures (AWP), Backstage Pass

## Distribution
- Taryn Manning : Riley Simms
- Hal Ozsan : Travis Bellamy
- Eric Roberts : Angus
- Betsy Rue : Nikki
- Mitch Ryan : Gerry Puck
- Maja Miletich : Lexa